# Mala mogodu
Le mala mogodu est un plat traditionnel sud-africain composé de tripes mijotées (mala) et de muqueuse gastrique (mogodu). Ce plat est considéré comme un mets délicat en Afrique du Sud et il est généralement servi légèrement au curry et accompagné de bouillie, de boulettes, d'oignons frits ou de pommes de terre nouvelles. Le mala mogodu est parfois enrichi de piments verts et rouges piquants, selon les préférences personnelles en matière de nourriture épicée.

## Service et accompagnement
En tant que plat traditionnel sud-africain à base de tripes de mouton ou de vache, le mala mogodu est servi chaud et accompagné fréquemment d'un pap moelleux (une sorte de porridge à base de semoule de maïs), des légumes cuits à la vapeur ou une salade de tomates et d'oignons frais. Ce plat est servi dans un bol profond avec la sauce versée sur les tripes. Le pap est placé à côté, permettant aux convives de récupérer la sauce. Cette méthode favorise une expérience culinaire communautaire, comme c'est le cas dans de nombreuses cultures sud-africaines. En termes d'association de boissons, les options traditionnelles incluent une bière légère ou un vin rouge doux. 